# Psammotettix notatus
Psammotettix notatus är en insektsart som beskrevs av Melichar 1896. Psammotettix notatus ingår i släktet Psammotettix och familjen dvärgstritar. Utöver nominatformen finns också underarten P. n. diluta.